# Stary Sącz

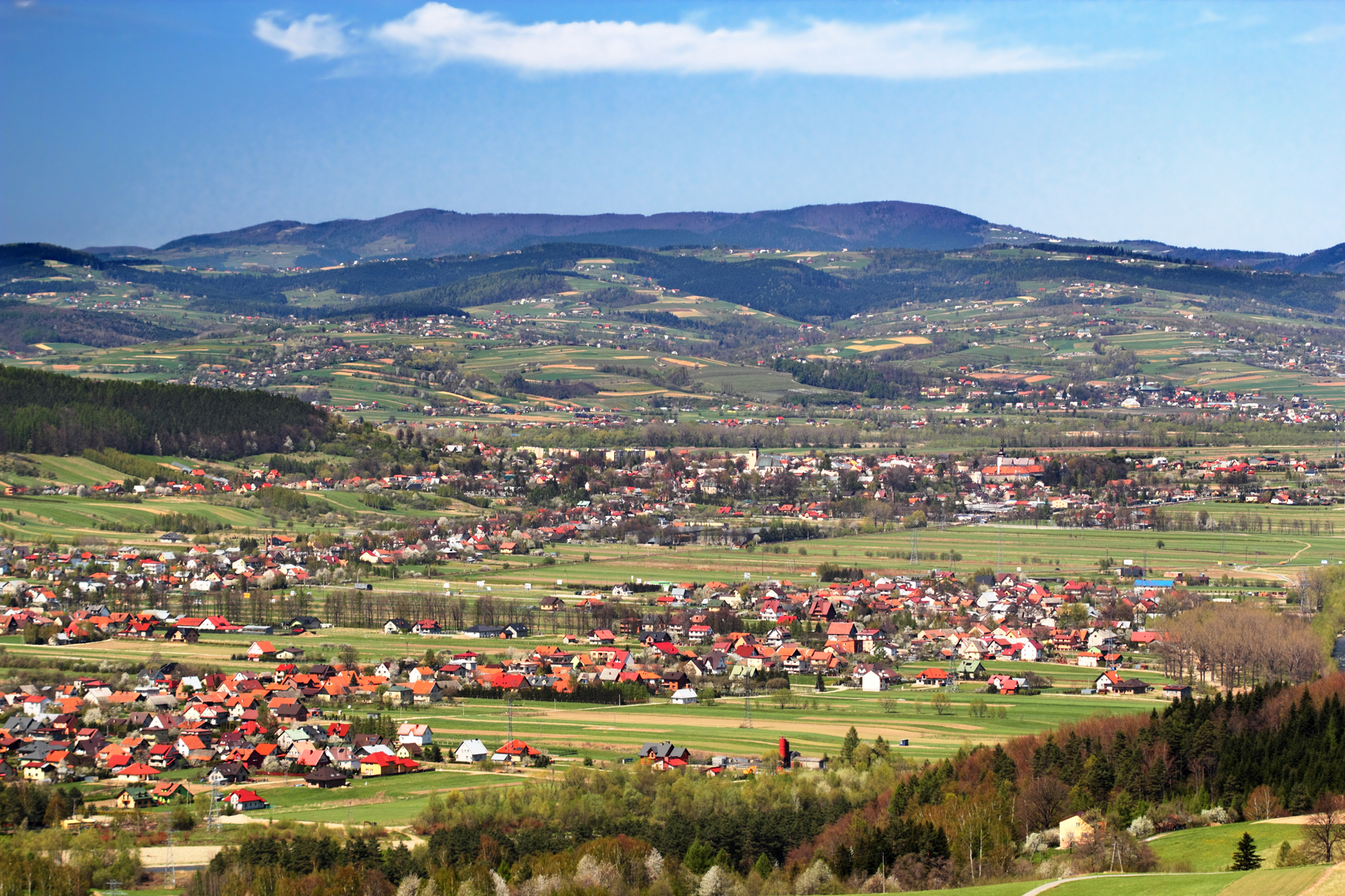
Panorama

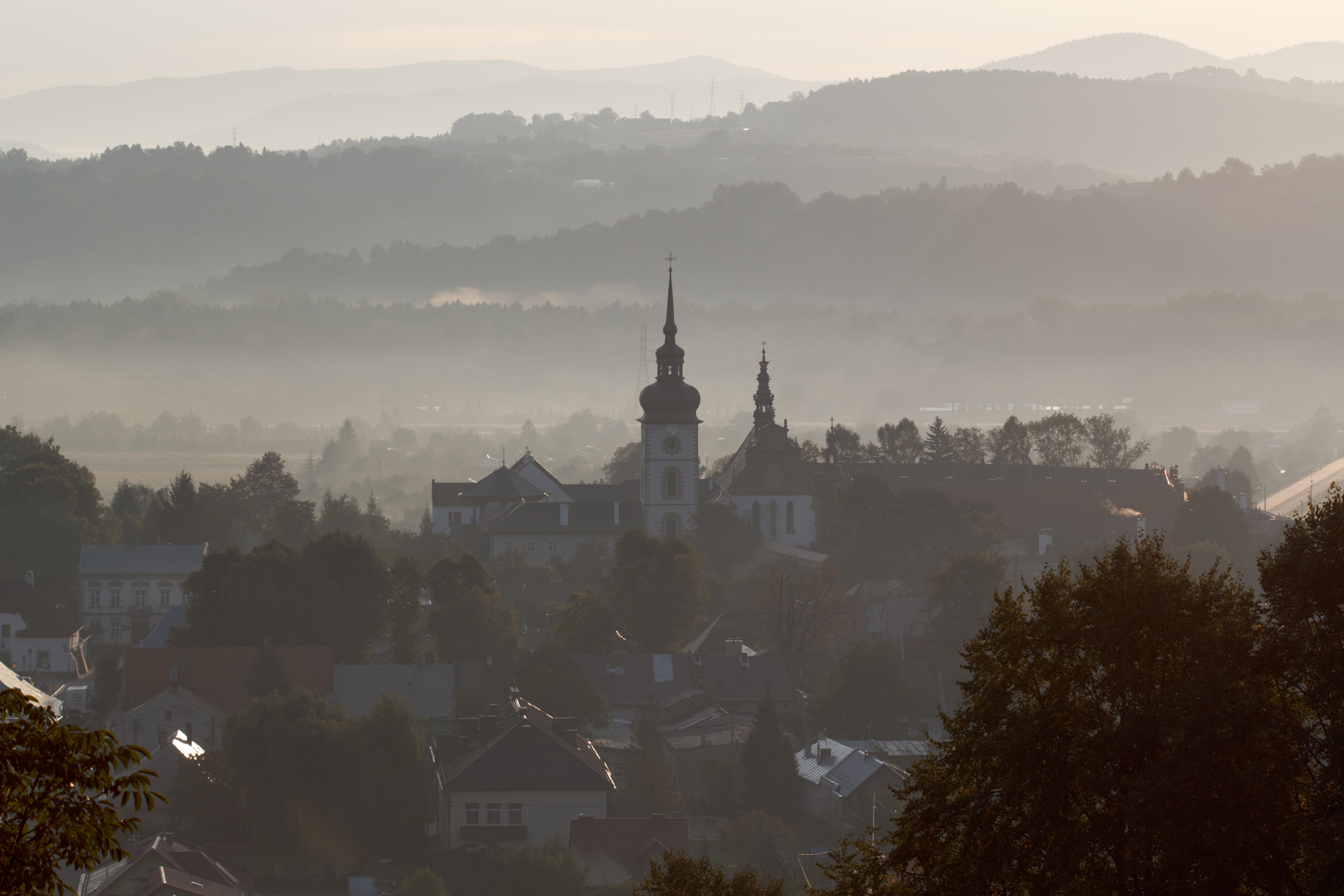
Stadtkern

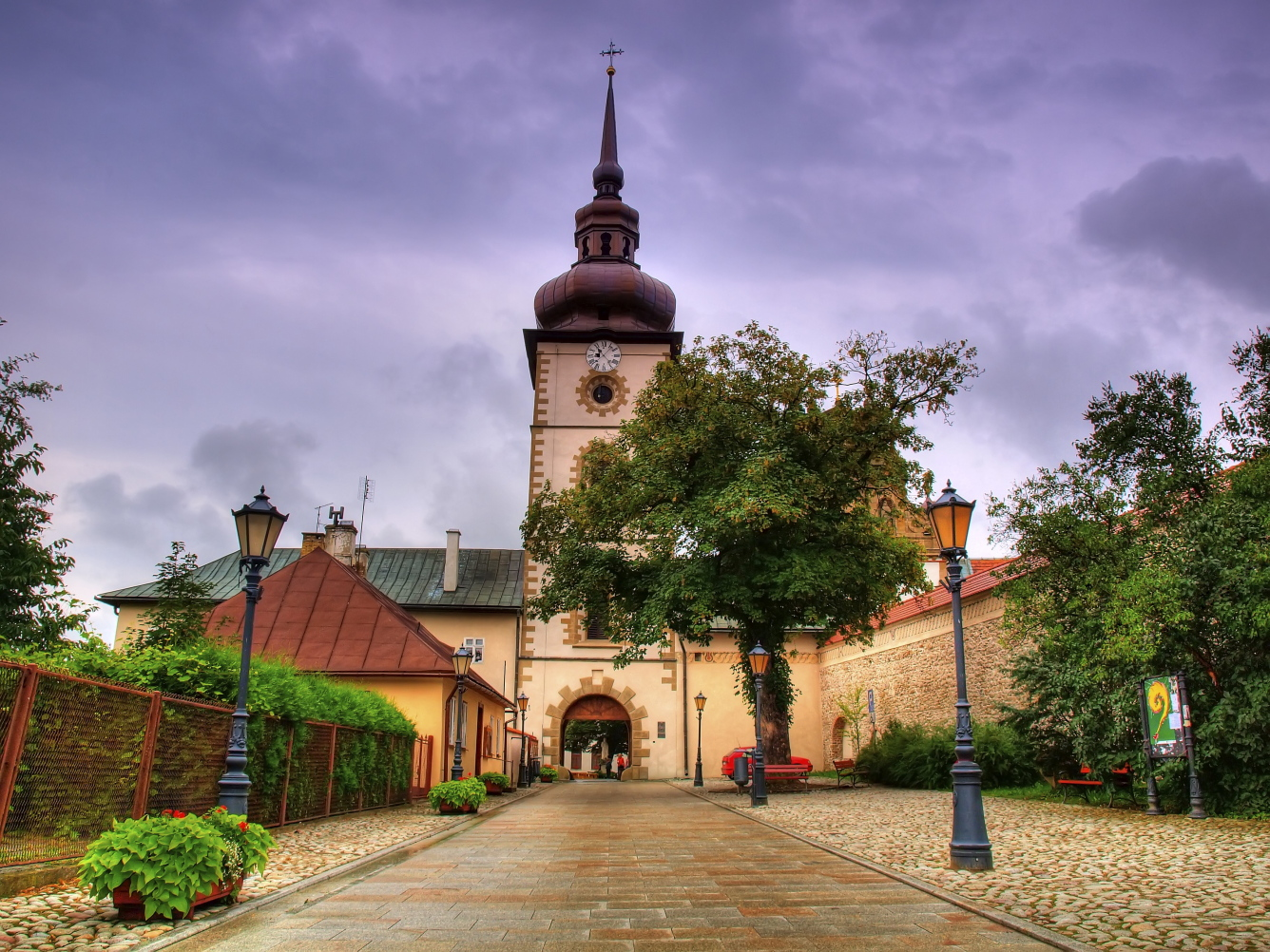
Klarissenkloster

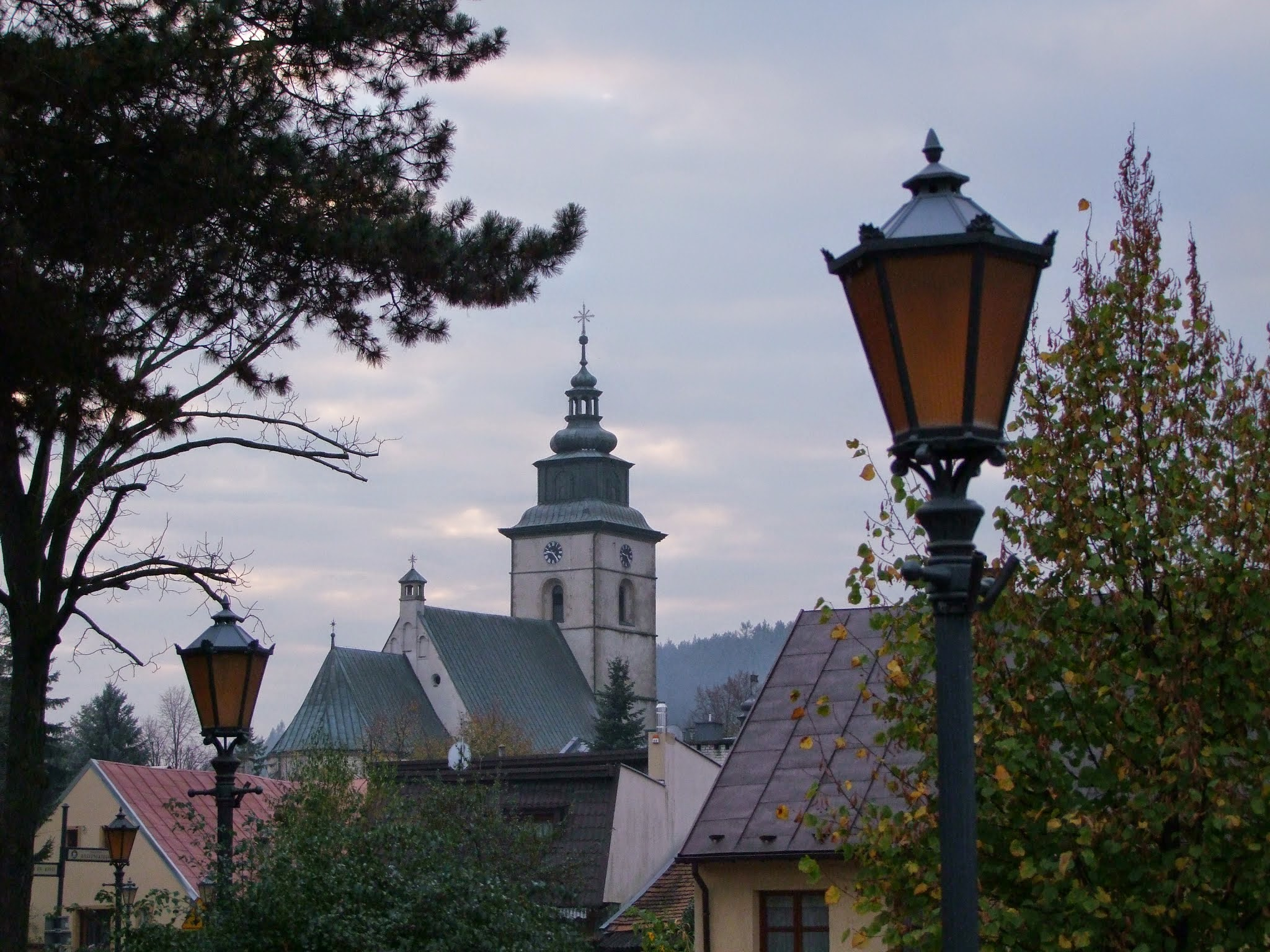
Elisabethkirche

Stary Sącz (deutsch Alt Sandez) ist eine Stadt sowie Sitz der gleichnamigen Landgemeinde im Powiat Nowosądecki der Woiwodschaft Kleinpolen in Polen in der historischen Region Sandezer Land.

## Geographie
Der Ort liegt am rechten Ufer des Flusses Dunajec an der Mündung des Flusses Poprad, im Sandezer Becken (Kotlina Sądecka).
Die Nachbarorte sind die Stadt Nowy Sącz im Nordosten, Moszczenica Niżna und Barcice Dolne im Süden, Stadła, Podegrodzie und Mostki im Westen, Podrzecze im Norden.

## Geschichte
Der Ort wurde 1257 erstmals urkundlich erwähnt. In diesem Jahr erhielt Kinga von Polen, ab 1239 polnische Herzogin von Kleinpolen, das ganze Gebiet im Dreieck Biecz – Limanowa – Podolínec. In (Stary) Sącz wurde von ihr ein Kloster der Klarissen gegründet. Kinga von Polen zog bei den Klarissen im Jahre 1279 ein. Die Klarissen gründeten viele neue Dörfer in der Umgebung und hatten in späteren Jahrhunderten 28 Dörfer in Besitz. 1288 besiegte ein polnisch-ungarisches Heer in der Schlacht bei Stary Sącz eine mongolische Streitmacht. Im Jahre 1298 wurde die neue Stadt Nowy Sącz (Neu Sandez) stromabwärts am Fluss Dunajec gegründet.
Nach der Ersten Teilung Polens kam Stary Sącz zum neuen Königreich Galizien und Lodomerien des habsburgischen Kaiserreichs (ab 1804).
Die zu den Klarissen gehörenden Dörfer wurden verstaatlicht. Im Zuge der Josephinischen Kolonisation wurden darin oft deutsche Kolonisten angesiedelt, zum Beispiel wurde auf dem Grund des Vorwerks der Klarissen innerhalb der Stadt im Jahre 1784 eine deutsche Kolonie Neudorfel gegründet.
1918, nach dem Ende des Ersten Weltkriegs und dem Zusammenbruch der k.u.k. Monarchie, kam Stary Sącz zu Polen. Während der deutschen Besetzung Polens 1939–1945 im Zweiten Weltkrieg gehörte es zum Generalgouvernement.
Von 1975 bis 1998 gehörte Stary Sącz zur Woiwodschaft Nowy Sącz.

## Sehenswürdigkeiten
- Marktplatz
- Raczka-Bürgerhaus
- das ehemalige Kloster der Klarissen
- gotische Dreifaltigkeits- und Klarakirche
- gotische Elisabethkirche
- gotische Rochuskirche

## Gemeinde
Zur Stadt- und Landgemeinde (gmina miejsko-wiejska) gehören neben der Stadt Stary Sącz 15 Ortschaften mit einem Schulzenamt (sołectwo).

## Persönlichkeiten
- Franciszek Znamirowski (1894–1972), Offizier der polnischen Streitkräfte und Maler
- Józef Tischner (1931–2000), Philosoph und katholischer Priester

### Ehrenbürger
- Kazimierz Badeni (1846–1909) – Ministerpräsident des österreichischen Teils der k.u.k. Monarchie
- Andrzej Duda (* 1972) – Präsident der Republik Polen

## Städtepartnerschaften
- Levoča, Slowakei

## Links
Barcice (Bartschitz) |
Barcice Dolne (Deutsch Bartschitz) |
Gaboń (Gaben) |
Gaboń Praczka |
Gołkowice Dolne (Deutsch Golkowitz) |
Gołkowice Górne (Polnisch Golkowitz) |
Łazy Biegonickie |
Mostki |
Moszczenica Niżna (Morau) |
Moszczenica Wyżna |
Myślec |
Popowice |
Przysietnica |
Skrudzina |
Stary Sącz (Alt Sandez) – Stadt |
Wola Krogulecka
Stadtgemeinde
Grybów
Stadt-und-Land-Gemeinden
Krynica-Zdrój |
Muszyna |
Piwniczna-Zdrój |
Stary Sącz
Landgemeinden
Chełmiec |
Gródek nad Dunajcem |
Grybów |
Kamionka Wielka |
Korzenna |
Łabowa |
Łącko |
Łososina Dolna |
Nawojowa |
Podegrodzie |
Rytro